# Rim-Gletscher
Der Rim-Gletscher ist ein 10 km langer und bis zu 2 km breiter Gletscher im ostantarktischen Viktorialand. Er fließt vom Polarplateau in nördlicher Richtung durch ein tief eingeschnittenes Tal zum Mackay-Gletscher.
Die vom New Zealand Geographic Board im Jahr 1995 anerkannte Benennung nach einem Kettenritzel (englisch rim) geht auf die Benutzung von Fahrrädern als Transportmittel bei der Erkundung des Gebiets durch die Mannschaft um den neuseeländischen Glaziologen Trevor J. H. Chinn (1937–2018) zwischen 1992 und 1993 zurück.